# Тур де Франс Фамм
Тур де Франс Фамм (фр. Tour de France Femmes) — женская шоссейная многодневная велогонка, проходящая по территории Франции с 2022 года.

## История

### Ранние многодневные гонки
Во Франции было предпринято несколько попыток создать женскую велогонку, эквивалентную мужскому Тур де Франс. Первая гонка такого типа состоялась в 1955 году, но оказалась лишь разовой.
К этой идее вернулись в середине 1980-х годов, когда тогдашний организатор Тур де Франс компания Société du Tour de France, впоследствии ставшая частью Amaury Sport Organisation (A.S.O.), в 1984 году организовала Женский Тур де Франс. До 1989 года включительно гонка проводилась одновременно с мужским Тур де Франс, а её этапы финишировали там же где и мужские, но проходили на более коротких дистанциях. После этого Жан-Мари Леблан, директор Тур де Франс, принял решение остановить её в тогдашнем формате, сославшись на то, что она слишком экономически обременительна при ограниченном освещении в СМИ и сложностях привлечения спонсоров. В результате этого с 1990 года гонка отделилась от Тур де Франс, став проводиться в другое время и сменила своё название на Женский Тур ЕЭС. А после 1993 года прекратила своё существование.
В 1985 году появился Тур де л'Од феминин который проводился до 2010 года. Позднее были организованы Гранд Букль феминин (с 1992 по 2009 год) и Рут де Франс феминин (с 2006 по 2016 год). Но все эти три гонки не были организационно связаны с мужским Тур де Франс. На протяжении многих лет они боролись с финансовыми трудностями, ограниченным освещением в СМИ и проблемами с товарными знаками. 

### Однодневка
В 2013 году группа активистов под названием Le Tour Entier обратились к A.S.O. с просьбой запустить женский Тур де Франс. После широкого освещения в СМИ и петиции, подписанной более чем 100 000 человек, A.S.O. запустила в 2014 году однодневную гонку Ла курс бай Тур де Франс которая проводилась по 2021 год. Эта гонка проходила перед одним из этапов Тур де Франса в различных местах поскольку A.S.O. утверждала, что это «лучший способ пролить свет на женский велоспорт».
Первоначально гонку хвалили за то, что она «разделила сцену» с Тур де Франс, однако Ла Курс подвергся критике за то, что он не был «полным Тур де Франс», был затмлён мужской гонкой и не имел достаточно сложных маршрутов. A.S.O. также подверглись критике за то, что недостаточно сделал для продвижения гонки. В свою очередь A.S.O. заявила, что проблемы с логистикой означают, что мужской и женский Тур де Франс не могут проводиться одновременно, и что любая гонка должна быть финансово устойчивой.

### Возвращение Тур де Франс

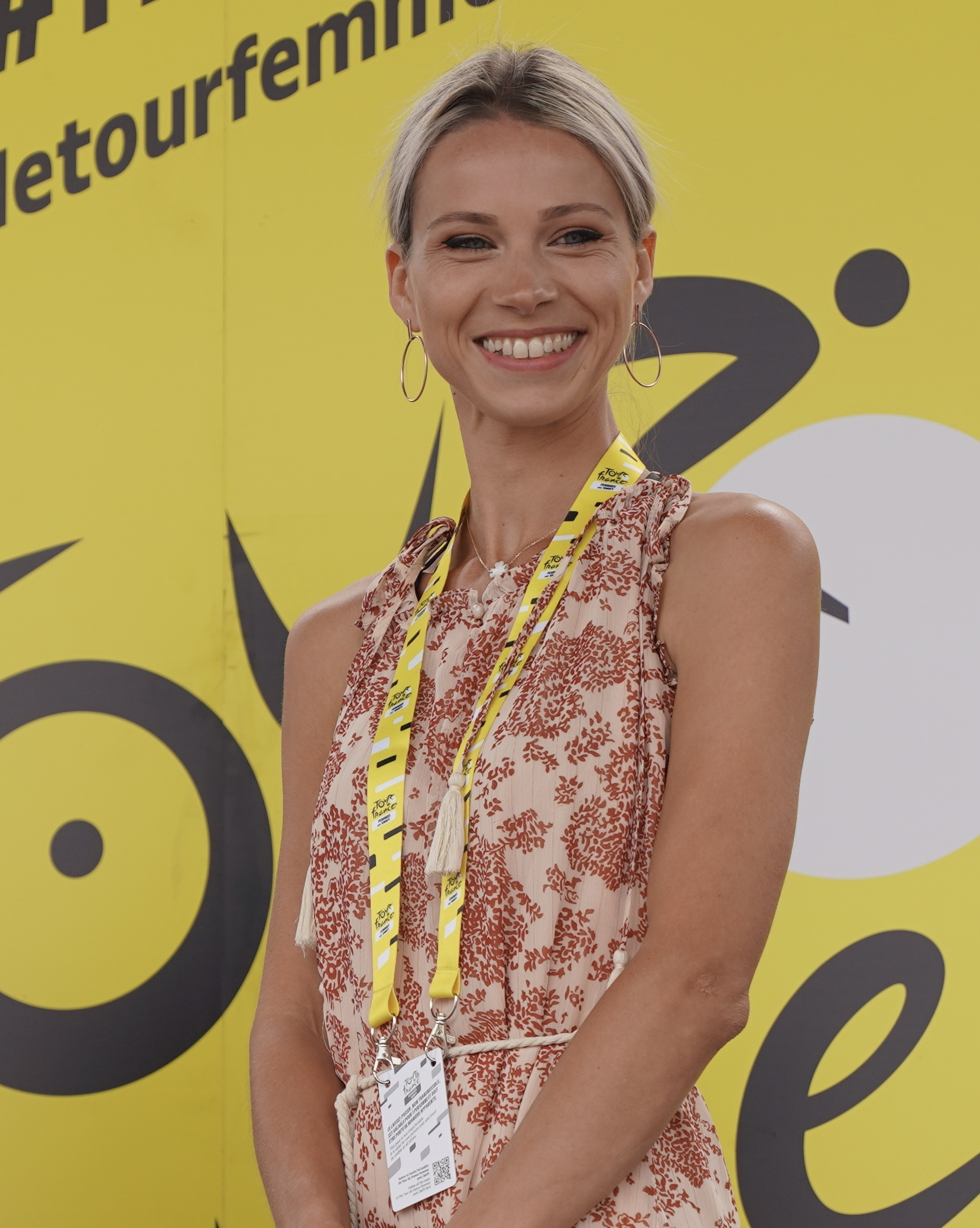
Директор гонки Марион Русс, 2022 год

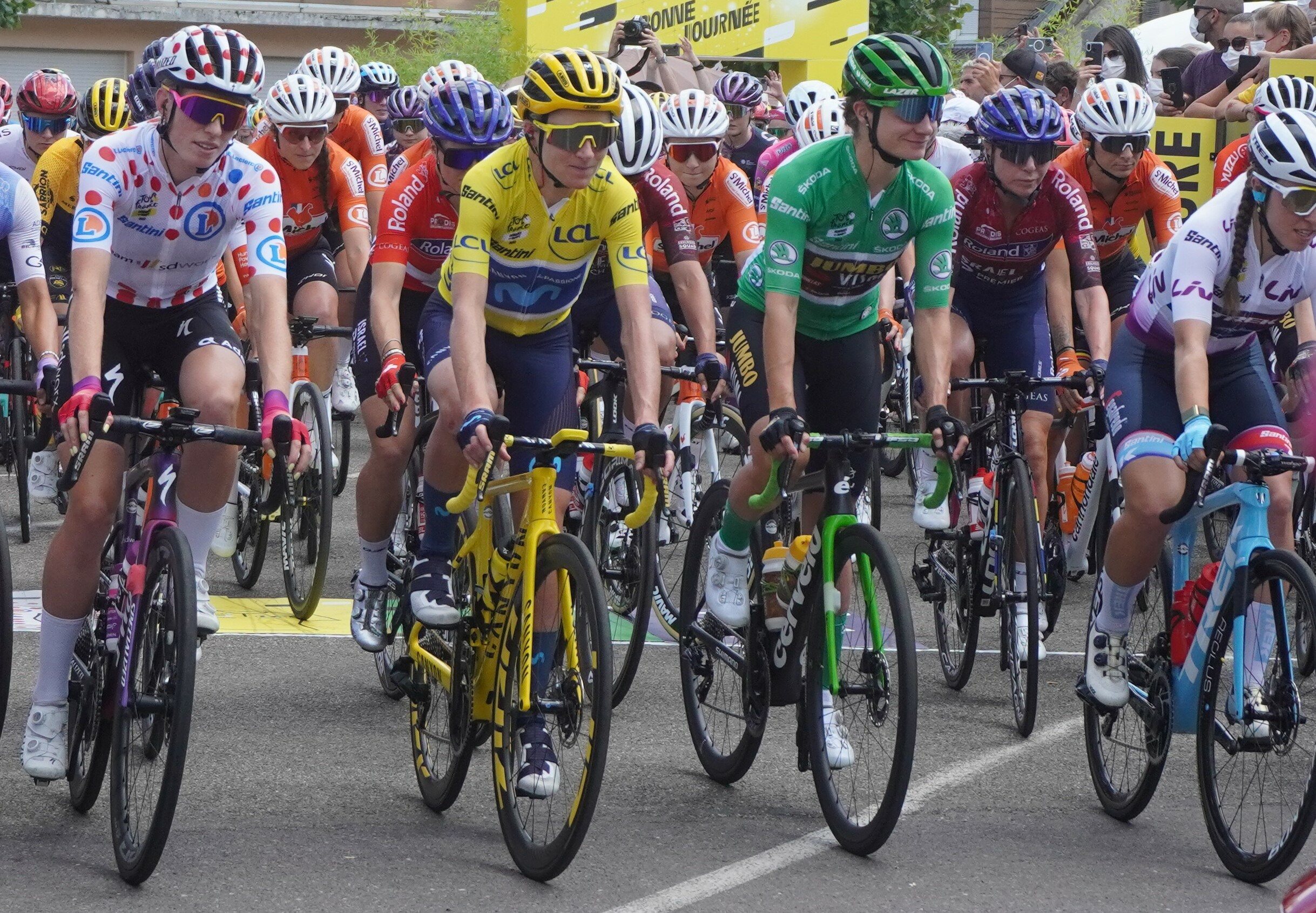
Лидерские майки в 2022 году слева на право: горная, генеральная, очковая и молодёжная

После успеха однодневной гонки Ла курс бай Тур де Франс и в то же время выступления ассоциации Donnons des elles au vélo и таких велогонщиц как Марианн Вос за более масштабную многодневную гонку. A.S.O. приняла решение наконец, возобновить женский Тур де Франс назвав его Tour de France Femmes которая сразу вошла в календарь Женского мирового тура UCI. Директором Тур де Франс Фамм стала бывшая чемпионка Франции по шоссейному велоспорту Марион Русс.
Главным спонсором стала компания Zwift которая заявила, что успех женского «виртуального Тур де Франс» во время пандемии COVID-19 побудил их взять на себя обязательство спонсировать гонку вместе с другими крупными спонсорами Тур де Франс, такими как LCL, E.Leclerc и Škoda. также поддерживает мероприятие. A.S.O. также объявила, что прямые телевизионные трансляции будут обеспечиваться France Télévisions совместно с Европейским вещательным союзом. Призовой фонд гонки составляет 250 000 евро, что делает её самой богатой гонкой в женском велоспорте.
Лидерские майки классификаций, такие же как в мужской версии —  жёлтая в генеральной, зелёная в очковой, белая в красный горой в горной и белая в молодёжной (до 23 лет), изготовлены итальянской компанией Santini.
Директор мужского тура Кристиан Прюдомм заявил, что необходимо извлечь уроки из неудач предыдущих мероприятий, таких как Гранд Букль феминин, и цель A.S.O. состоит в том, чтобы провести финансово устойчивое мероприятие, «которое все еще будет существовать через 100 лет». лет».
Реакция на запуск мероприятия со стороны профессионального женского пелотона была исключительно положительной. Анна ван дер Брегген заявила, что «многие из нас давно мечтали участвовать в женском Тур де Франс», а Сесиль Уттруп Людвиг сказала, что «это день, которого мы долго ждали».

### Маршрут и сроки проведения
Первое издание новой гонки состоялось в июле 2022 года. Маршрут состоял из 8 этапов. Гонка стартовала в Париже на Елисейских полях за несколько часов до старта заключительного этапа мужского Тур де Франс 2022 который проходил также на Елисейских полях, а финишировала на Ла-Планш-де-Бель-Фий. Гонка стала первым официальным женским Тур де Франс с 1989 года и получила широкое освещение в СМИ по всему миру, а также высокие оценки у публики, команд и гонщиков — с большим количеством зрителей и большим количеством телезрителей. Директор гонки Марион Руссе отметила, что в будущих версиях и в женском велоспорте в целом есть возможности для улучшения.
Маршрут 2023 года был объявлен в октябре 2022 года и получил высокую оценку гонщиков. Гонка началась в Клермон-Ферране в день завершения Тур де Франс 2023, а затем направилась на юг через Центральный массив в сторону Пиренеев. Заключительным этапом стала индивидуальная гонка на время в По. Как и в случае с выпуском 2022 года, гонка состояла из 8 этапов. Второй год подряд гонка получила высокую оценку публики, СМИ, команд и гонщиков. Директор гонки Марион Русс заявила, что гонка 2023 года «была годом подтверждения: мы должны были доказать, что первая гонка была не просто любопытством».
Перед гонкой 2023 года было объявлено, что в 2024 году Тур впервые стартует за пределами Франции — в Нидерландах, где в Роттердаме в течение двух дней пройдут первые три этапа. Помимо этого изменения коснулись и сроков её проведения. Из-за того, что сразу после мужского Тур де Франс 2024 начнутся летние Олимпийские игры 2024 года в Париже, провести женский Тур сразу после мужского Тура нельзя. Вместо этого гонка пройдёт в середине августа в короткий промежуток между летними Олимпийскими играми и летними Паралимпийскими играми. Продолжительность гонки состовит 7 дней, а маршрут будет состоять из 8 этапов.

## Призёры
| Год  | Победитель         | Второй         | Третий            |
| ---- | ------------------ | -------------- | ----------------- |
| 2022 | Аннемик ван Влётен | Деми Воллеринг | Катажина Невядома |
| 2023 | Деми Воллеринг     | Лотте Копеки   | Катажина Невядома |
| 2024 | Катажина Невядома  | Деми Воллеринг | Паулина Ройяккерс |
| 2025 |                    |                |                   |
| 2026 |                    |                |                   |